# Aspilota vladimirovka
Aspilota vladimirovka är en stekelart som beskrevs av Sergey A. Belokobylskij 2007. Aspilota vladimirovka ingår i släktet Aspilota och familjen bracksteklar. Inga underarter finns listade.